# Marià Fuster i Fuster
Marià Fuster i Fuster   (Palma, 1862 - Barcelona, 6 de febrer de 1929)fou un advocat, polític i pintor barceloní d'origen mallorquí.

## Biografia
Era fill de l'empresari mallorquí Rafael Ignasi Fuster Forteza, membre del consell d'administració del Banc de Crèdit Balear condecorat amb la Gran Creu d'Isabel la Catòlica, i que en 1876 fou processat per l'incendi d'un edifici a Pamplona.
Com a artista fundà el Centre d'Aquarel·listes i el 1882 el Reial Cercle Artístic de Barcelona, del que en fou president en 1908, 1919 i 1923. Casat amb Consol Fabra i Puig, filla del marquès d'Alella Camil Fabra i Fontanills, adquiriren la propietat de l'antiga fàbrica de xocolata Juncosa del passeig de Gràcia, i encarregaren a Lluís Domènech i Muntaner la construcció de la Casa Fuster en el solar. Amb Josep Bosch va fundar la Societat de Vins i Derivats de Badalona.
Membre del Partit Liberal Fusionista, fou regidor de l'ajuntament de Barcelona pel districte 7 en 1882 i 1887. Va col·laborar amb l'alcalde Francesc de Paula Rius i Taulet en l'Exposició Universal de Barcelona de 1888, mercè la qual va rebre diverses condecoracions.

## Obres
- La acuarela y sus aplicaciones (1893)[4]